# Dwars door België 1989
La Dwars door België 1989, quarantaquattresima edizione della corsa, si svolse il 23 marzo su un percorso di 204 km, con partenza ed arrivo a Waregem. Fu vinta dal belga Dirk De Wolf della squadra Hitachi davanti all'olandese Theo de Rooy e all'altro belga Johan Museeuw.

## Ordine d'arrivo (Top 10)
| Pos. | Corridore        | Squadra              | Tempo    |
| ---- | ---------------- | -------------------- | -------- |
| 1    | Dirk De Wolf     | Hitachi              | 5h11'00" |
| 2    | Theo de Rooy     | Panasonic-Isostar    | a 1'45"  |
| 3    | Johan Museeuw    | ADR-W-Cup-Bottecchia | a 1'55"  |
| 4    | Johan Capiot     | TVM-Van Schilt       | s.t.     |
| 5    | Herman Frison    | Histor-Sigma         | s.t.     |
| 6    | Ludwig Willems   | Lotto-Vitus          | s.t.     |
| 7    | Nico Verhoeven   | PDM-Ultima-Concorde  | s.t.     |
| 8    | Eric Van Lancker | Panasonic-Isostar    | s.t.     |
| 9    | Jos Haex         | Hitachi              | s.t.     |
| 10   | Dave Mann        | Raleigh-Banana       | s.t.     |